# カール・サンダース
カール・サンダース (Karl Sanders、1964年6月5日 - )は、アメリカ合衆国サウスカロライナ州グリーンビル郡グリーンビル出身のヘヴィメタルミュージシャン。テクニカルデスメタルバンド・ナイルの中心人物として著名。主にボーカリスト、ギタリストとして著名であるが、ベースやドラムスなどのバンド関係の楽器や、サズ、ブズーキなどの民族楽器も演奏することのできるマルチプレイヤーである。現在、ディーンと契約しており、KxK Guitarsには2本のシグネイチャーモデルがある。また、同人物が中心の同名のアンビエントプロジェクトも存在する。

## 人物
テクニカルデスメタルないしはブルータル・デスメタルに、ワールドミュージックや民族音楽に分類されるような中近東の伝統的な音楽を融合するという稀有な音楽性を有するバンド、ナイルのボーカリスト兼ギタリストであり中心人物である。カールは、中近東の歴史や文化、音楽に強い興味を持っており、ヘヴィメタルのみならず、シタール奏者のラヴィ・シャンカルやカッワーリーの歌い手であるヌスラト・ファテー・アリー・ハーン、チベット僧侶の詠唱にも大きな影響を受けている。
ナイルの歌詞は全てカールのペンによるもので、エジプト学と他の古代の中東の文化に対するカール・サンダースの関心に基づいている。また、これらに加えてハワード・フィリップス・ラヴクラフトからも強い影響を受けている。アルバムには、個別の楽曲にカールによる詳細な解説が掲載されている。エジプト学や古代の中東の文化に対する造詣も深く、内容が専門的であることもあって、大学の教授や博物館の職員からカールへ手紙が送られてくることがあるという。

## 音楽活動

### ナイル (Nile)
ナイル (バンド)の項を参照

### その他
ナイル結成前から活動しており、1989年に結成されたスラッシュメタルバンド、モリア (Morriah)で活動していた。
ナイル結成後は、ナイルに専念していたが、2004年にサイドプロジェクトとして、自身の名前を冠したプロジェクト、カール・サンダース (Karl Sanders)を立ち上げる。同プロジェクトは、プロジェクトの項を参照。

## 機材

### ギター
- Dean V Nile Custom
- Dean 79 V
- Dean ML
- KxK Spear V
- KxK Double-Neck V
- Godin Glissentar

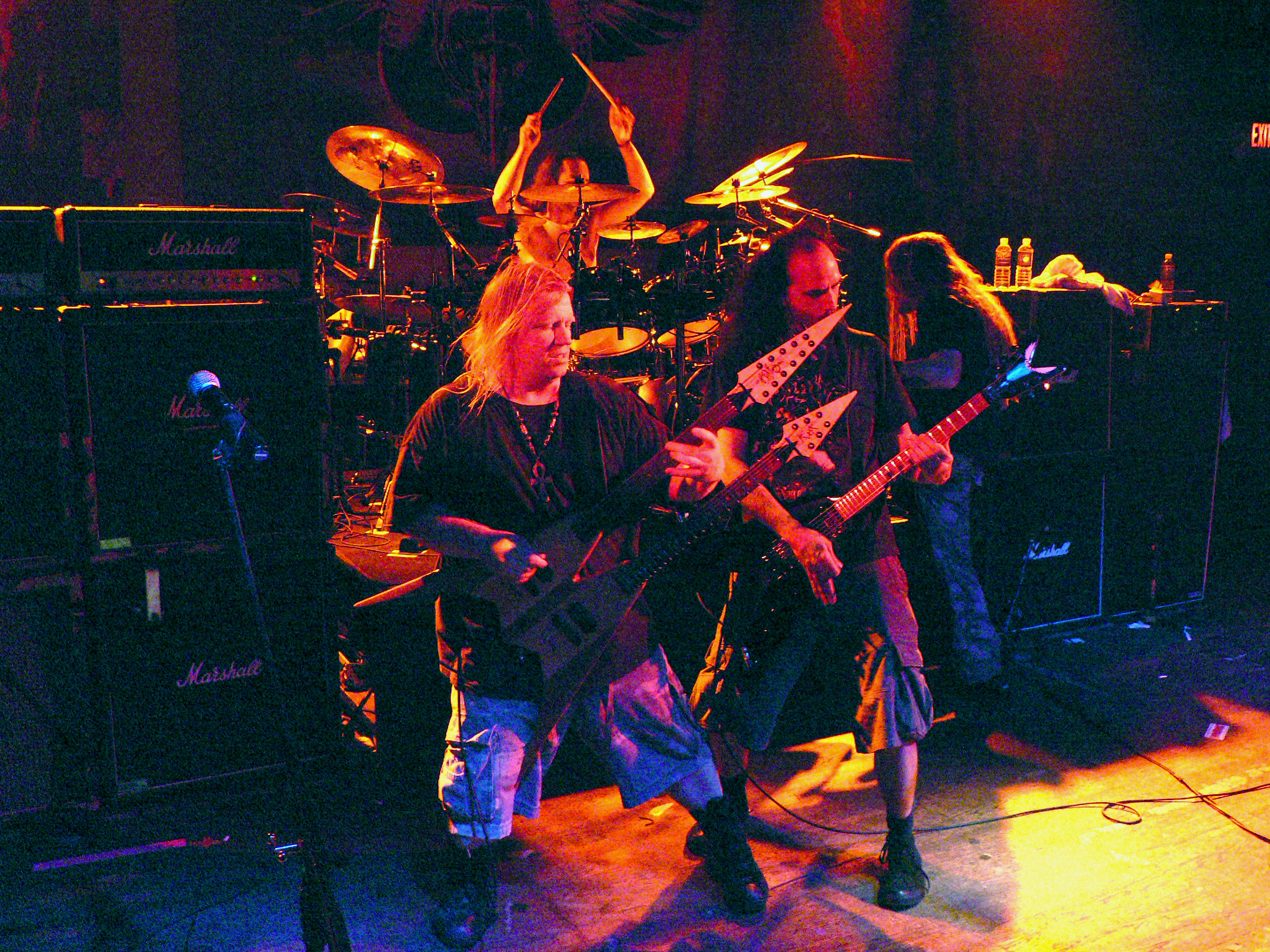
左手前がカール・サンダース。KxK Guitar製のDouble-Neck Vを使用している。

- Godin ACS Slim Solidbody Classical
- Handmade Turkish bağlama saz

### ピックアップ
- Seymour Duncan Invader

### 弦
- SIT .070 .050 .038 .017 .012 .010

### ピック
- Dunlop Tortex Sharp 1.35 mm

### アンプ
- Marshall JCM 2000 DSL 100 heads
- Marshall 1960 a/b cabs with Celestion G12K-100 speakers

### その他
- Roland GP-8
- Lexicon Digital Reverb
- Roland GR-1 Guitar synth
- Roland PK-5 Midi Pedals
- Customized Dell Vostro
- Sonar and Kontact software
- M-audio Interface
- Glyph Porta Drive
- Motu interface
- Radial Tonebone Plexi Pedal
- Radial Direct Boxes
- Radial JD-7
- Monster cable

## プロジェクト
カール・サンダース (Karl Sanders)は、ナイルの中心人物、カール・サンダースが立ち上げたアンビエントプロジェクト。エジプティアンフォークミュージック、ミドルイースタンフォークミュージックの要素が強いアンビエントプロジェクトである。2004年に立ち上げられた。
現在までに2枚のアルバムをリリースしている。

### メンバー
- カール・サンダース (Karl Sanders) - バーラマ、サズ、ベース、ドラムス、ギター、キーボード、パーカッション、ブズーキ
- マイク・ブラゼール (Mike Breazeale) - ボーカル

#### 旧メンバー
- ピート・ハモウラ (Pete Hammoula) - ドラムス、パーカッション

ナイル、モリアでも活動。

### ディスコグラフィ
- 2004年 Saurian Meditation
- 2009年 Saurian Exorcisms

## 参考
- Encyclopaedia Metallum（英語）